# 이항 (조선 전기)
이항(李沆, 1474년 ~ 1533년)은 조선 중기의 문신으로, 중종 때 좌찬성과 우의정을 지냈다. 본관은 성산으로, 호는 낙서(洛西) 또는 낙서헌(洛西軒), 자는 호숙(浩叔)이다. 학문이 뛰어나고 강직했으나, 말년에 심정·김극핍과 국정을 전횡하여 탄핵을 받고 사사되었다.

## 생애
연산군 때 문과에 급제하여 홍문관정자가 되었으나 연산군의 폭정에 반대하여 간언을 하면서 연산군을 바른 정치로 이끌어보고자 노력했으나 실패하였고 이에 중종반정에 동참한다. 이후 중종 때 시독관, 장령, 첨정, 전한 등을 거쳐서 다시 시강관, 시독관을 하다가 중종 때인 1512년에 홍문관직제학이 되고 이후 동부승지로 임명된다. 이후 참찬관을 겸했으며, 곧 우부승지로 승차했다. 연이어서 형조참의가 되었고 이후 사헌부대사헌과 형조참판을 하지만, 조광조 일파의 탄핵으로 외직인 경상도관찰사로 밀려난다. 하지만 기묘사화에 동참하여 다시 대사헌이 되고 동지경연사를 겸했으며 이후 예문관제학, 형조참판을 거쳐서 동지중추부사를 지냈다. 연이어서 형조판서로 승진하면서 국정을 문란시키던 김안로를 귀양보낸다. 이후 이조판서, 지의금부사, 도총관, 우참찬, 대사헌 등의 요직을 거쳤으며 이후 우찬성, 대사헌 등을 하면서 심정, 김극핍 등과 권력 실세로 부상했다. 이후에는 대사헌, 우참찬, 좌참찬 등을 했으며 연이어 다시 지의금부사를 거쳐서 예조판서가 되었다. 이후에는 다시 좌참찬이 되었으며 판의금부사를 거쳐 다시 이조판서가 되었다. 그 전에 잠시 우의정이 되었지만, 대간들의 탄핵으로 인해 우의정 임명이 취소되고 우찬성으로 좌천되었다. 그 뒤에 계속 이조판서와 좌찬성을 하면서 심정, 김극핍과 권세를 부렸고 판중추부사와 판의금부사, 병조판서를 거쳐서 다시 좌찬성이 되었지만 조정으로 복귀한 김안로와 그 일파의 탄핵으로 인해 심정, 김극핍과 유배를 가게 되고 1533년에 배소에서 사사된다. 사후 1537년, 김안로가 사사된 이후에 복권되었다.

## 평가
학문이 뛰어났으며 성품이 강직하였다. 대사헌으로 재직 중에는 국정을 문란시키고 전횡을 일삼던 김안로를 탄핵하여 귀양을 보내기도 했으며, 시강원에 있을 때는 재상과 대간의 반목으로 무오사화가 일어나서 어진 선비가 많이 죽게 되었다고 간언하기도 했다. 하지만 남곤, 심정, 이행, 김극핍과 손을 잡고 조광조 일파를 조정에서 몰아내는 기묘사화를 일으키는 데 동조했으며 말년에는 심정과 김극핍과 손을 잡고 국정을 전횡했다는 사관의 나쁜 평가도 받고 있다. 남곤, 김극성, 심정, 박상, 이현보, 박은 등과 교류하면서 사주를 즐겼다.